# Euryzygoma
{{#ifeq:0|0|{{#if:|{{#if:Euryzygomadunense|[[]}}|}}}}
Euryzygoma — вимерлий рід сумчастих, який населяв вологі евкаліптові ліси у Квінсленді та Новому Південному Уельсі в пліоцені Австралії. Вважається, що евризигома важила приблизно 500 кг. Вважається, що евризигома є родовим родом, від якого виник Diprotodon.